# Dieffenbachia shuttleworthiana
Dieffenbachia shuttleworthiana är en kallaväxtart som beskrevs av Eduard August von Regel. Dieffenbachia shuttleworthiana ingår i släktet prickbladssläktet, och familjen kallaväxter. Inga underarter finns listade.